# أوفيرا
أوفيرا هي مدينة تقع في مقاطعة كيفو الجنوبية بجمهورية الكونغو الديمقراطية وهي تقع في أقصى الطرف الشمالي لبحيرة تنجانيقا.